# Durtal
Pour l’article homonyme, voir Jean Durtal.
Durtal est une commune française située dans le département de Maine-et-Loire, en région Pays de la Loire.

## Géographie

### Localisation
Commune angevine du Baugeois, Durtal se situe à l'ouest de La Fléche, sur les routes D 59, D859 et D 323 (N 23). Le Loir traverse la partie sud de son territoire.
| Notre-Dame-du-Pé (Sarthe), Morannes sur Sarthe-Daumeray | La Chapelle-d'Aligné (Sarthe) | Crosmières (Sarthe)                               |
| Huillé-Lézigné                                          | Durtal                        | Bazouges Cré sur Loir (Sarthe)                    |
| La Chapelle-Saint-Laud, Marcé                           | Jarzé Villages                | Les Rairies, Montigné-lès-Rairies, Baugé-en-Anjou |

### Climat
Pour des articles plus généraux, voir Climat des Pays de la Loire et Climat de Maine-et-Loire.
En 2010, le climat de la commune est de type climat océanique altéré, selon une étude du CNRS s'appuyant sur une série de données couvrant la période 1971-2000. En 2020, Météo-France publie une typologie des climats de la France métropolitaine dans laquelle la commune est exposée à un climat océanique et est dans la région climatique Moyenne vallée de la Loire, caractérisée par une bonne insolation (1 850 h/an) et un été peu pluvieux.
Pour la période 1971-2000, la température annuelle moyenne est de 11,6 °C, avec une amplitude thermique annuelle de 14,2 °C. Le cumul annuel moyen de précipitations est de 662 mm, avec 11,6 jours de précipitations en janvier et 6,1 jours en juillet. Pour la période 1991-2020, la température moyenne annuelle observée sur la station météorologique de Météo-France la plus proche, sur la commune de Marcé à 12 km à vol d'oiseau, est de 12,3 °C et le cumul annuel moyen de précipitations est de 701,1 mm,. Pour l'avenir, les paramètres climatiques de la commune estimés pour 2050 selon différents scénarios d'émission de gaz à effet de serre sont consultables sur un site dédié publié par Météo-France en novembre 2022.

## Urbanisme

### Typologie
Au 1er janvier 2024, Durtal est catégorisée bourg rural, selon la nouvelle grille communale de densité à sept niveaux définie par l'Insee en 2022.
Elle appartient à l'unité urbaine de Durtal, une unité urbaine monocommunale constituant une ville isolée,. Par ailleurs la commune fait partie de l'aire d'attraction de Durtal, dont elle est la commune-centre,. Cette aire, qui regroupe 2 communes, est catégorisée dans les aires de moins de 50 000 habitants,.

### Occupation des sols
L'occupation des sols de la commune, telle qu'elle ressort de la base de données européenne d’occupation biophysique des sols Corine Land Cover (CLC), est marquée par l'importance des territoires agricoles (62,3 % en 2018), en diminution par rapport à 1990 (66,2 %). La répartition détaillée en 2018 est la suivante : 
forêts (30,5 %), prairies (27,3 %), zones agricoles hétérogènes (18,4 %), terres arables (15,4 %), zones urbanisées (3,8 %), zones industrielles ou commerciales et réseaux de communication (1,8 %), cultures permanentes (1,3 %), milieux à végétation arbustive et/ou herbacée (0,6 %), mines, décharges et chantiers (0,5 %), espaces verts artificialisés, non agricoles (0,5 %). L'évolution de l’occupation des sols de la commune et de ses infrastructures peut être observée sur les différentes représentations cartographiques du territoire : la carte de Cassini (XVIIIe siècle), la carte d'état-major (1820-1866) et les cartes ou photos aériennes de l'IGN pour la période actuelle (1950 à aujourd'hui).

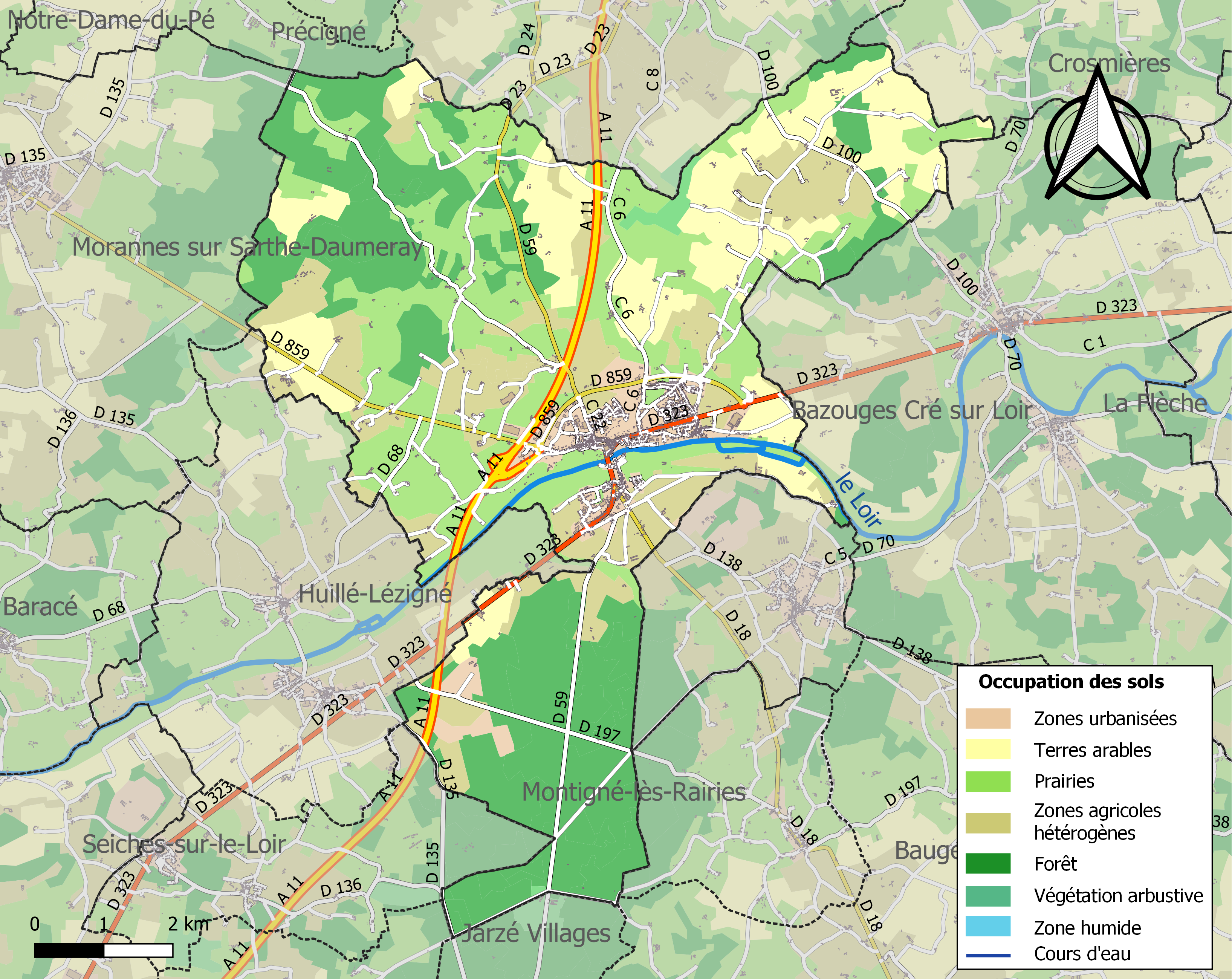
Carte des infrastructures et de l'occupation des sols de la commune en 2018 (CLC).

## Toponymie et héraldique

### Toponymie
Le nom de la localité est attesté sous les formes latinisées (Castrum) Duristalli en 1030, Duristallum (sans date).
Il s'agit d'un des rares composés germaniques dans cette partie de la France, témoignage d'un établissement des Francs ou des Saxons. Il est issu du germanique stall « écurie » ou « auberge » ou encore « établissement », précédé d'un élément indéterminé.
Homonymie avec Durstel (Bas-Rhin), et même élément dans Herstal (Belgique, Haristallio VIIIe siècle).

### Héraldique
| Armes de Durtal | Les armes de Durtal se blasonnent ainsi : Écartelé, au premier et au quatrième de gueules au pal d'or, au deuxième et au troisième d'azur à la barre d'argent. |

## Histoire

### Préhistoire et Antiquité
Plusieurs découvertes font état d'une occupation préhistorique et celtique du territoire de la commune : plusieurs haches en pierre polie, des haches en bronze à douilles, à talons et à ailerons, des fragments de haches, d'épées et d'une pointe de lance, un bracelet et un cerf en bronze de la période de La Tène III. Le lieu-dit la Grande Pierre pourrait désigner un ancien site mégalithique. L'occupation ancienne du lieu aurait pu être en lien avec un point de passage sur le Loir.

### Moyen Âge
Vers 1050, sous le comte d'Anjou Geoffroy Martel, un premier château est créé à Durtal. Le site, avec son promontoire sur la rive droite du Loir, est favorable à une installation défensive et la construction d'un pont, peu de temps après le château, y concentre les circulations. Le premier château est probablement une construction en bois sur motte, mais munie d'une large enceinte. Le premier seigneur, Hubert Le Rasoir, y fait construire une chapelle et Geoffroi Martel en fait une paroisse indépendante.
Le développement des échanges, grâce à la construction du pont, a pour conséquence la création d'un premier bourg, peut-être à l'intérieur de la première enceinte, puis d'un second près de l'ancienne église paroissiale de Gouis à partir de 1056/1060, donné à l'abbaye Saint-Aubin d'Angers et enfin d'un troisième, à partir de 1096, confié à l'abbaye Saint-Serge d'Angers.
Au Moyen Âge, Durtal dépend de la sénéchaussée de Baugé. La seigneurie (baronnie) fut très longtemps associée à celle de Mathef(e)lon (voir à cet article).

### Ancien régime
Sous l'Ancien Régime et jusqu'à la Révolution française, Durtal dépend du Pays d'élection de La Flèche.

### Époque contemporaine
Entre 1790 et 1794, Durtal fusionne avec les communes voisines de Gouis et de Saint-Léonard-de-Durtal.

## Politique et administration

### Administration municipale
| Période                                  | Période                   | Identité                    | Étiquette    | Qualité |
| ---------------------------------------- | ------------------------- | --------------------------- | ------------ | --- |
| 1791                                     | 1800                      | Michel Brouard              |              | |
| 1800                                     | 1802                      | Michel Le Brecq             |              | |
| 1802                                     | 1813                      | Urbain Briand               |              | |
| 1813                                     | 1815                      | Henri Pion                  |              | |
| 17 novembre 1815                         | 1816                      | René Hardiau de la Patrière |              | |
| 1816                                     | 1830                      | Jules Charlery              |              | |
| 1830                                     | 1831                      | Henri Pion                  |              | |
| 1831                                     | 1855                      | Jean Pion                   |              | |
| 1855                                     | 1879                      | Alexandre Choisnet          |              | |
| 1879                                     | 1881                      | Alfred Marchand             |              | |
| 1881                                     | 1884                      | Raoul Charlery              |              | |
| 1884                                     | 1892                      | Alexandre Choisnet          |              | |
| 1892                                     | 1900                      | Émile Cornilleau            |              | |
| 1900                                     | 1929                      | Jean d’Andigné              | Conservateur | Propriétaire Conseiller général de Durtal (1906 → 1937) |
| 1929                                     | 1945                      | Amédée Meynier              |              | |
| 1945                                     | mars 1965                 | Émile Poirier               | DVD          | Médecin Conseiller d'arrondissement (1937 → 1940) |
| mars 1965                                | mars 1977                 | Victor Soulard (1921-2005)  |              | Pharmacien Premier adjoint au maire (1959 → 1965) Président du SIVOM de la région de Durtal                                                                                     |
| mars 1977                                | mars 1989                 | Raphaël Devaux (1921-2003)  |              | Retraité de la Gendarmerie, maire honoraire Adjoint au maire (1971 → 1977) |
| mars 1989                                | mai 1992 (démission)      | René Schaeffer              | Centriste    | Ancien responsable d'entreprise arboricole |
| mai 1992                                 | mars 2001                 | Jean Tardif                 | MRG          | Retraité, maire honoraire |
| mars 2001                                | mars 2014                 | André Logeais               | DVG          | Professeur d'allemand retraité, maire honoraire Premier adjoint au maire (1995 → 2001) Président (2002 → 2008) puis 1er vice-président (2008 → 2014) de la CC Portes de l'Anjou |
| mars 2014                                | mai 2020                  | Corinne Bobet,              | DVG          | Responsable d'association d'insertion Vice-présidente de la CC Anjou Loir et Sarthe                                                                                             |
| mai 2020                                 | En cours (au 26 mai 2020) | Pascal Farion               |              | Commerçant |
| Les données manquantes sont à compléter. |                           |                             |              | |

### Jumelages
| La ville de Durtal est jumelée avec : - Untereisesheim (Allemagne) depuis 1996. | \| \| |
| La commune d'Obernkirchen en Allemagne                                          |       |

### Intercommunalité
La commune est membre de la communauté de communes Anjou Loir et Sarthe, elle-même membre du syndicat mixte Pays des Vallées d'Anjou.

### Autres circonscriptions
Jusqu'en 2014, Durtal fait partie du canton de Durtal, dont elle est le chef-lieu, et de l'arrondissement d'Angers. C'est l'un des quarante et un cantons que compte le département ; circonscriptions électorales servant à l'élection des conseillers généraux, membres du conseil général du département. Dans le cadre de la réforme territoriale, un nouveau découpage territorial pour le département de Maine-et-Loire est défini par le décret du 26 février 2014. La commune est alors rattachée au canton de Tiercé, avec une entrée en vigueur au renouvellement des assemblées départementales de 2015.

## Population et société

### Démographie

#### Évolution démographique
L'évolution du nombre d'habitants est connue à travers les recensements de la population effectués dans la commune depuis 1793. Pour les communes de moins de 10 000 habitants, une enquête de recensement portant sur toute la population est réalisée tous les cinq ans, les populations de référence des années intermédiaires étant quant à elles estimées par interpolation ou extrapolation. Pour la commune, le premier recensement exhaustif entrant dans le cadre du nouveau dispositif a été réalisé en 2005.

En 2022, la commune comptait 3 376 habitants, en évolution de +0,15 % par rapport à 2016 (Maine-et-Loire : +2,12 %, France hors Mayotte : +2,11 %).
| 1793  | 1800  | 1806  | 1821  | 1831  | 1836  | 1841  | 1846  | 1851  |
| ----- | ----- | ----- | ----- | ----- | ----- | ----- | ----- | ----- |
| 3 762 | 3 107 | 3 541 | 3 285 | 3 465 | 3 407 | 3 452 | 3 540 | 3 553 |

| 1856  | 1861  | 1866  | 1872  | 1876  | 1881  | 1886  | 1891  | 1896  |
| ----- | ----- | ----- | ----- | ----- | ----- | ----- | ----- | ----- |
| 3 527 | 3 528 | 3 512 | 3 284 | 3 170 | 3 292 | 3 220 | 3 177 | 3 065 |

| 1901  | 1906  | 1911  | 1921  | 1926  | 1931  | 1936  | 1946  | 1954  |
| ----- | ----- | ----- | ----- | ----- | ----- | ----- | ----- | ----- |
| 3 155 | 3 174 | 3 218 | 2 854 | 2 959 | 2 632 | 2 795 | 2 955 | 2 886 |

| 1962  | 1968  | 1975  | 1982  | 1990  | 1999  | 2005  | 2006  | 2010  |
| ----- | ----- | ----- | ----- | ----- | ----- | ----- | ----- | ----- |
| 3 102 | 3 161 | 3 251 | 3 240 | 3 195 | 3 224 | 3 319 | 3 310 | 3 349 |

| 2015  | 2020  | 2022  | - | - | - | - | - | - |
| ----- | ----- | ----- | - | - | - | - | - | - |
| 3 371 | 3 343 | 3 376 | - | - | - | - | - | - |

#### Pyramide des âges
La population de la commune est relativement jeune.
En 2018, le taux de personnes d'un âge inférieur à 30 ans s'élève à 34,3 %, soit en dessous de la moyenne départementale (37,2 %). À l'inverse, le taux de personnes d'âge supérieur à 60 ans est de 28,1 % la même année, alors qu'il est de 25,6 % au niveau départemental.
En 2018, la commune comptait 1 670 hommes pour 1 702 femmes, soit un taux de 50,47 % de femmes, légèrement inférieur au taux départemental (51,37 %).
Les pyramides des âges de la commune et du département s'établissent comme suit.
| Hommes | Classe d’âge | Femmes |
| ------ | ------------ | ------ |
| 0,7    | 90 ou +      | 2,9    |
| 8,9    | 75-89 ans    | 10,8   |
| 16,1   | 60-74 ans    | 16,8   |
| 20,4   | 45-59 ans    | 18,6   |
| 17,9   | 30-44 ans    | 18,2   |
| 15,5   | 15-29 ans    | 13,0   |
| 20,5   | 0-14 ans     | 19,7   |

| Hommes | Classe d’âge | Femmes |
| ------ | ------------ | ------ |
| 0,9    | 90 ou +      | 2,1    |
| 7      | 75-89 ans    | 9,5    |
| 16,2   | 60-74 ans    | 16,9   |
| 19,4   | 45-59 ans    | 18,7   |
| 18,2   | 30-44 ans    | 17,5   |
| 18,8   | 15-29 ans    | 17,6   |
| 19,5   | 0-14 ans     | 17,6   |

### Vie locale
On y trouve plusieurs clubs sportifs : handball, cyclisme, football, tennis, tennis de table, tir, moto, badminton, pétanque, etc.
La société des courses de Durtal est représentée sur l'hippodrome de la Carrière, situé sur la commune des Rairies, distante de quelques kilomètres.

## Économie
Sur 295 établissements présents sur la commune à fin 2010, 18 % relèvent du secteur de l'agriculture (pour une moyenne de 17 % sur le département), 11 % du secteur de l'industrie, 6 % du secteur de la construction, 52 % de celui du commerce et des services et 14 % du secteur de l'administration et de la santé. Cinq ans plus tard, en 2015, sur les 301 établissements présents, 13 % relèvent du secteur de l'agriculture (pour une moyenne de 11 % sur le département), 10 % du secteur de l'industrie, 8 % de celui de la construction, 58 % du secteur du commerce et des services et 11 % de celui de l'administration et de la santé.

## Culture locale et patrimoine

### Lieux et monuments
Durtal a été récompensée de trois fleurs au Concours des villes et villages fleuris (palmarès 2011).
Monuments :
- Chapelle Saint-Léonard, bâtie en 1096 par les moines de Saint-Serge d'Angers.
- Château Bosset, des XVe et XVIIe siècles[40].
- Château de Chambiers, reconstruit au début du XVIIIe siècle et agrandi au XIXe siècle.
- Château de Durtal, des XIe, XVe et XVIIe siècles[41].
- Château de la Motte-Grollier, des XVIIe, XVIIIe et XIXe siècles[42].
- Église Saint-Julien de Gouis du XIIe siècle.
- Église Notre-Dame (bâtie entre 1047 et 1060), dédiée à Notre-Dame. L'édifice est en premier lieu la chapelle du château puis devient l'église communale au XIXe siècle.
- Manoir d'Auvers[43].
- Manoir de Serrain[44].
- Porte Verron.

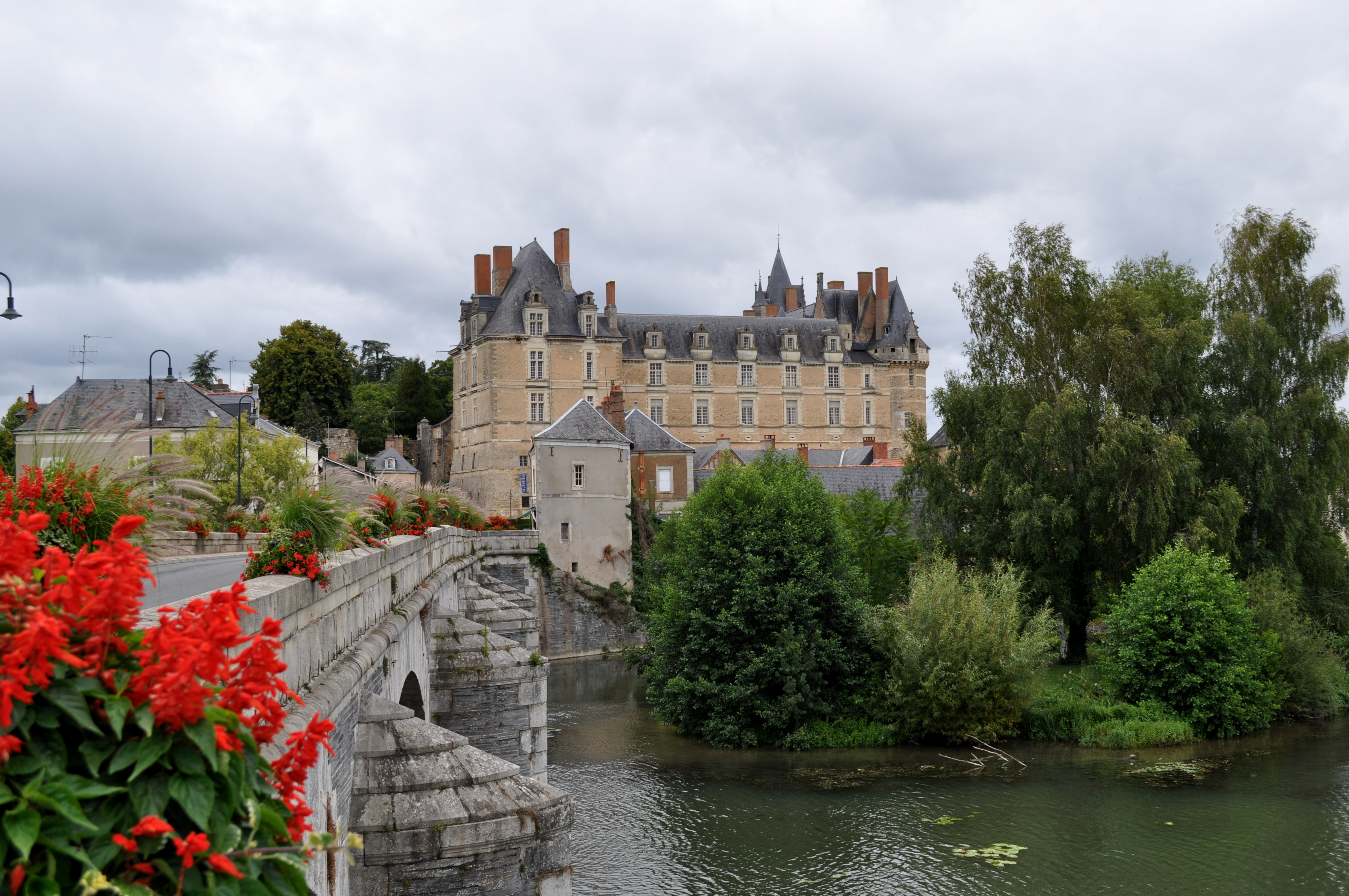
Le château de Durtal vu depuis le pont.
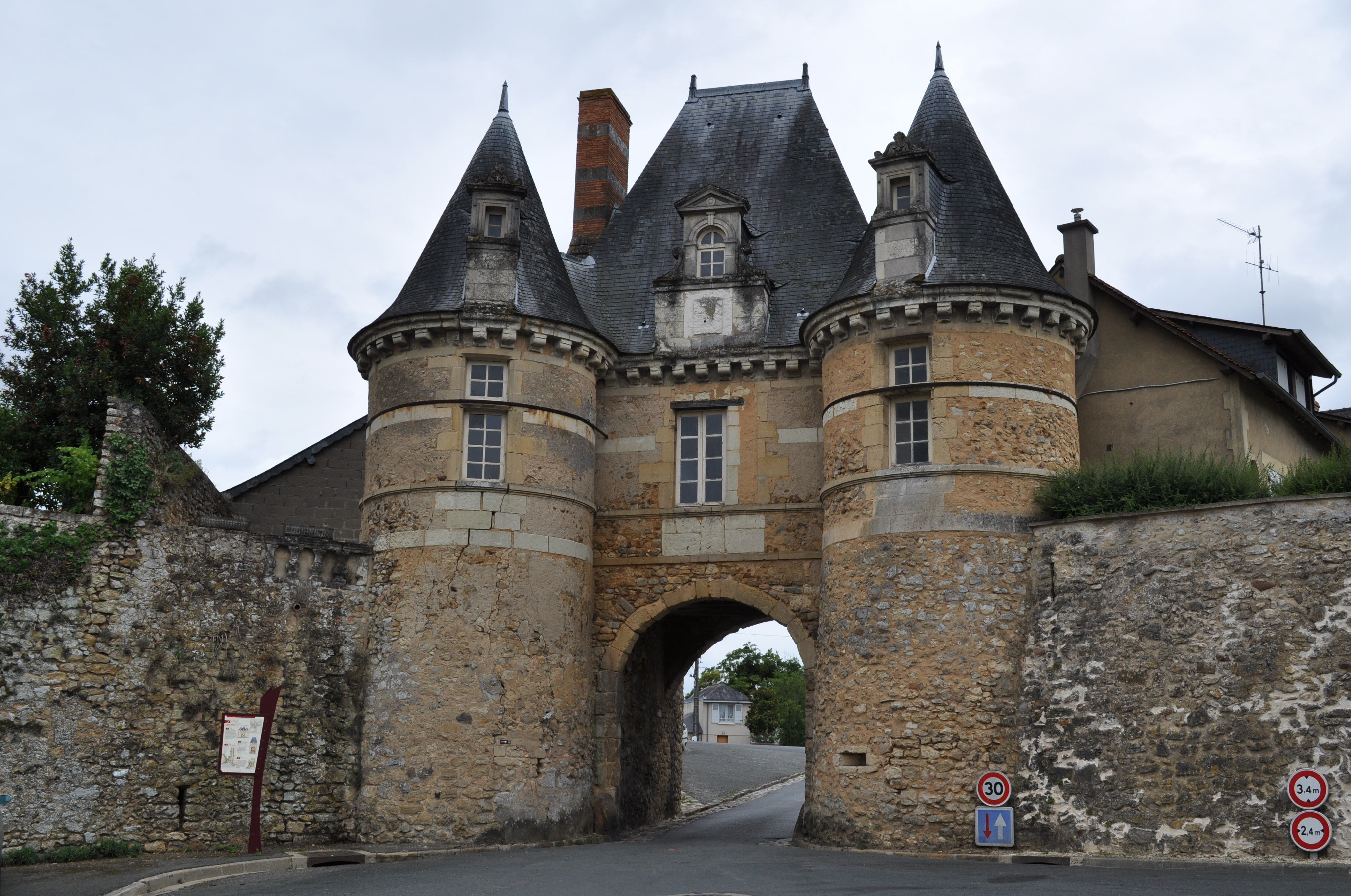
Porte Verron.
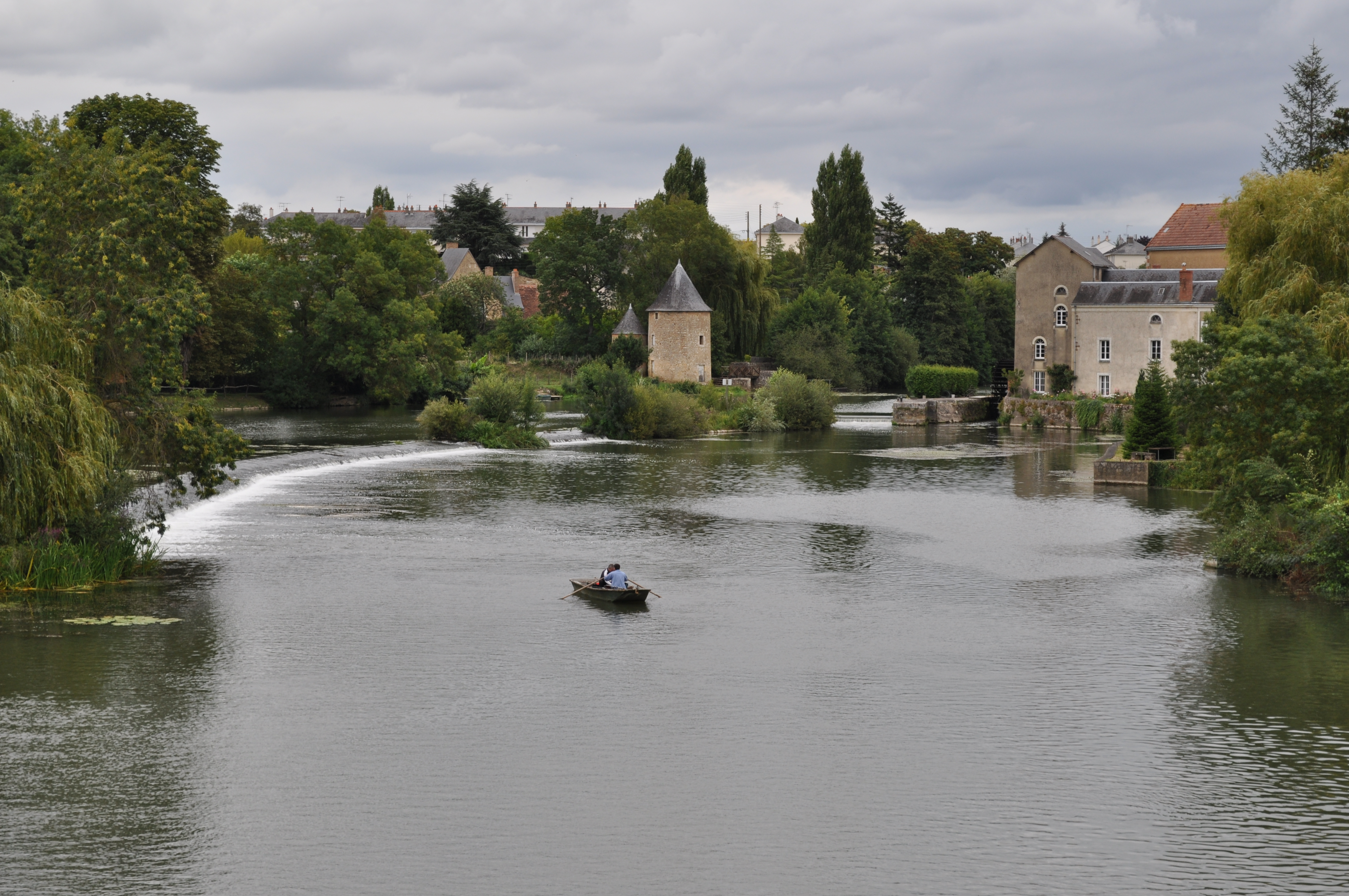
Le Loir.
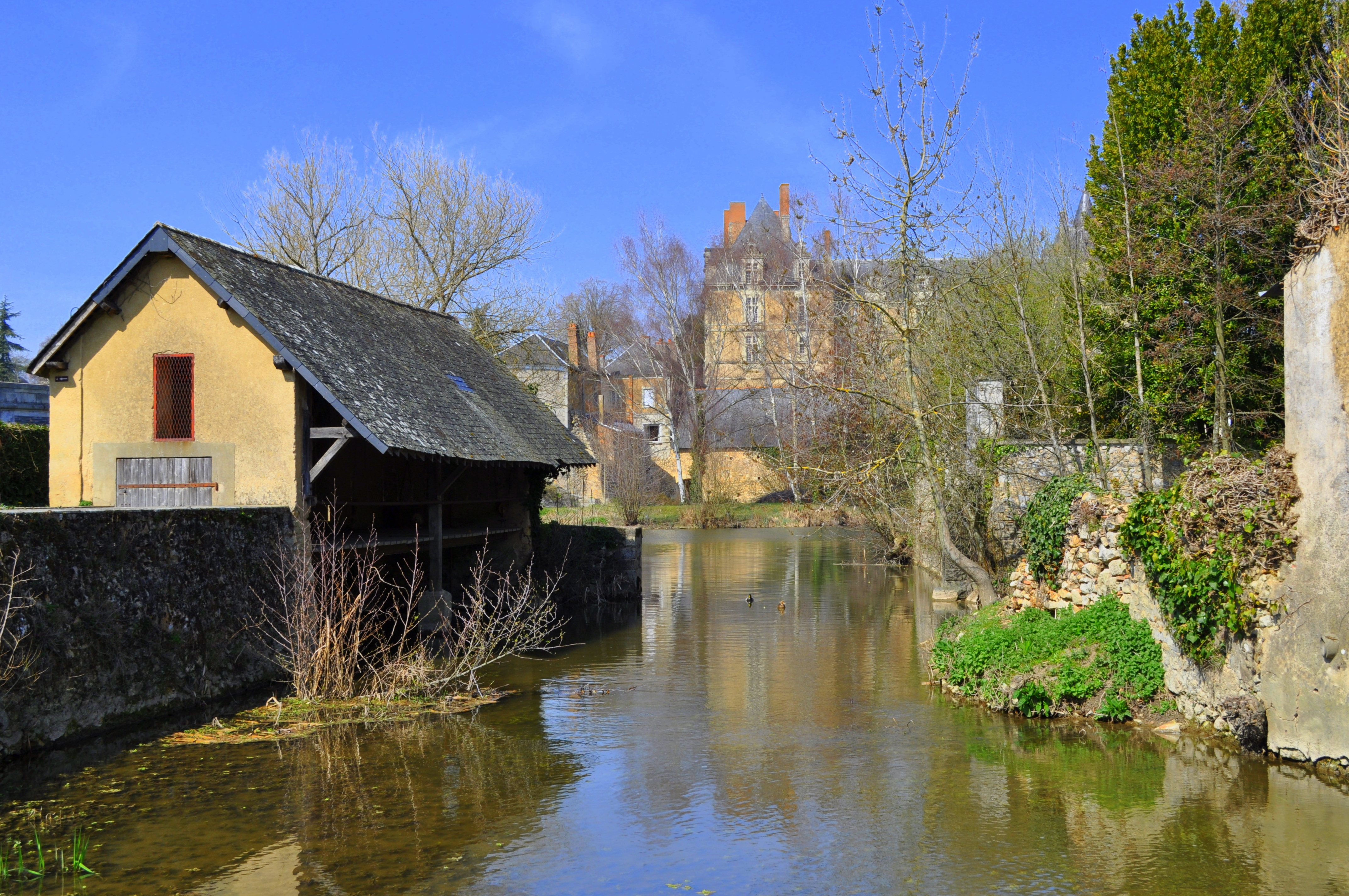
Ancien lavoir.

### Personnalités liées à la commune
- Jean du Mas, baron de Durtal et de Matheflon, doyen de l’église d’Angers, nommé évêque de Dol, mort à Angers en 1557.
- François de Scépeaux (1509-1571), gouverneur, diplomate, ambassadeur, conseiller du roi et maréchal de France du roi François Ier, seigneur de Durtal et Mathef(e)lon.
- Henri de Schomberg (1575-1632), surintendant des finances, maréchal de France du roi Louis XIII, baron de Durtal et Matheflon.
- Émile Oudri (1843-1919), général.
- Alexis Axilette (1860-1931), peintre né et décédé sur la commune[45].
- Claude Bernard-Aubert (1930-2018), scénariste et réalisateur français y est né et est mort au Mans[46].
- Michel Rocard (1930-2016), possédait une propriété sur la commune[47].